# Madonna del Rosario (Macolino)
La Madonna del Rosario, nota come La Deposizione di Lierna, è un dipinto ad olio su tela di Giambattista Macolino, datato 1628 e conservato nella Chiesa di S. Ambrogio di Lierna sul lago di Como, risalente all'anno mille.

## Storia
Il vescovo Lazzaro Carafino, che aveva consacrato la riedificazione della Chiesa rinnovata, conferma che nel 1637 esisteva un altare dedicato alla Beata Vergine Maria. Nel 1685 il vescovo Ciceri attesta l'esistenza del dipinto di Macolino e dell'altare dove aveva sede segreta la confraternita del Santissimo Rosario, i cui membri indossavano tuniche e cappucci durante le cerimonie con due torce accese.
Davanti al dipinto venivano esposte periodicamente le reliquie, donate di San Felice, San Prospero, San Benedetto e di Reparata martire, conservate segretamente in due cassette sostenute da un angelo.
La devozione verso la Beata Vergine del Rosario era molto sentita dai liernesi nel 1600, come testimoniano i molti lasciti testamentari del tempo a suo favore. Le donazioni consistevano in denaro, molti gioielli, anche tesoretti di dinastie nobiliari e beni immobili.

## Descrizione
È l'opera più importante di "Macolino il Vecchio",  una grande tela a olio del 1628, raffigurante la Madonna del rosario, il bambino ritratta con San Domenico e Santa Caterina da 
Siena, attorniati da quindici tondi con i misteri della coroncina, che sono incorniciati da quindici tondi con i misteri del rosario.